# Monument Alexandra Balla
Monument Alexandra Balla (malt. Il-Monument ta' Sir Alexander Ball, ang. Monument to Sir Alexander Ball) – neoklasycystyczny pomnik w Lower Barrakka Gardens w Valletcie na Malcie. Zbudowany został w roku 1810 ku pamięci sir Alexandra Balla, brytyjskiego admirała, pierwszego cywilnego komisarza Malty. Budowlę, przypisywaną architektowi Giorgiowi Pullicino, zbudowano w formie antycznej świątyni greckiej.

## Historia

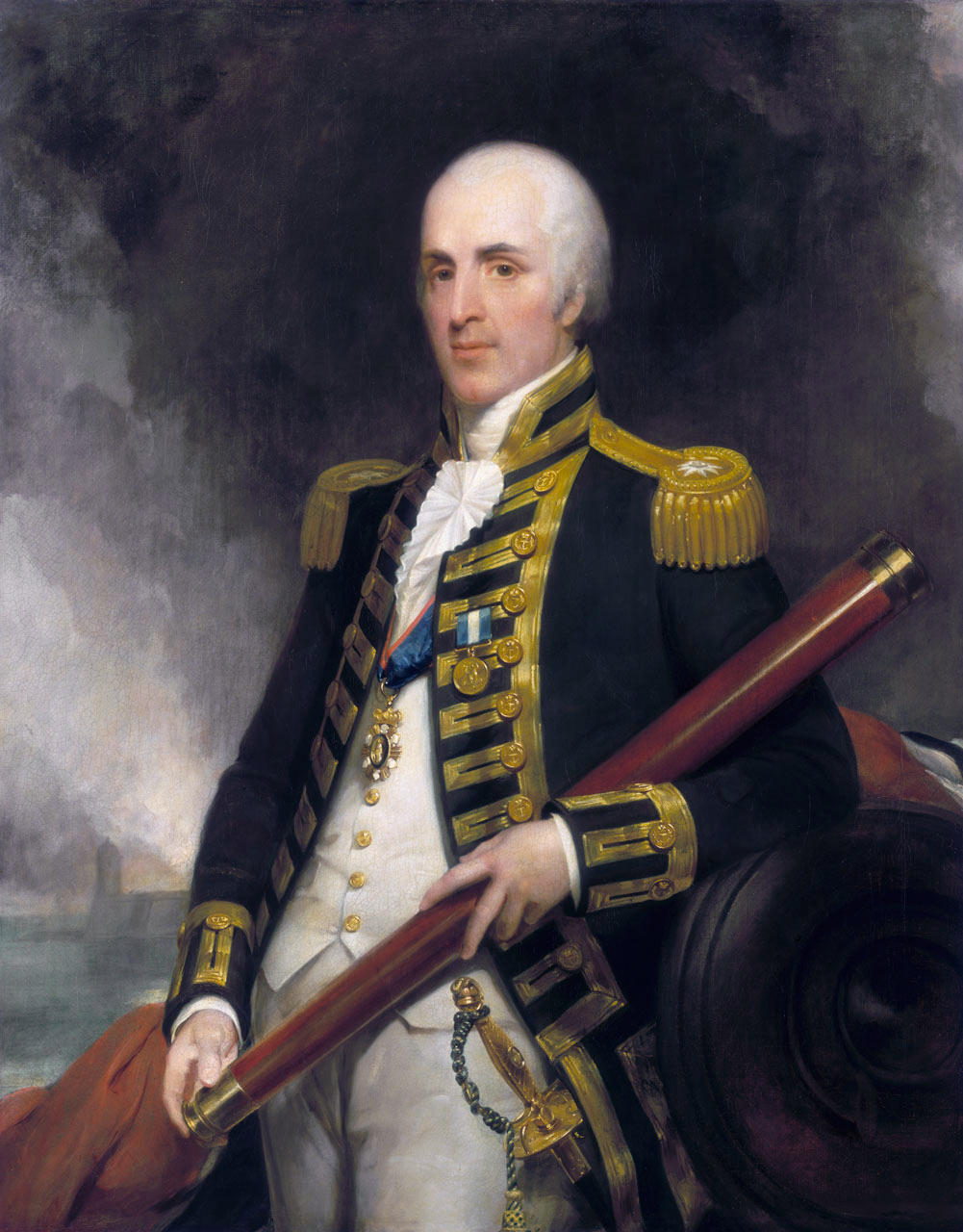
Sir Alexander Ball

Sir Alexander Ball był brytyjskim oficerem marynarki, który został w roku 1798 wysłany na Maltę, aby pomóc powstańcom maltańskim podczas blokady Francuzów. Ball piastował stanowisko pierwszego cywilnego komisarza Malty w latach 1799–1801 i powtórnie od roku 1802 do swojej śmierci 25 października 1809. Był powszechnie lubiany i szanowany przez Maltańczyków.
W grudniu 1809 Maltańczycy powołali komitet „Deputies of the Nation” (Deputowanych Narodu) i wystosowali petycję do pełniącego obowiązki komisarza Francisa Chapmana, o zbudowanie pomnika poświęconego Ballowi. Na miejsce wybudowania pomnika wybrano Lower Barrakka Gardens, argumentując, że miejsce to, na fortyfikacjach górujących nad Grand Harbour, jest odpowiednim do uhonorowania oficera marynarki, oraz popularnym terenem wśród lokalnych mieszkańców. Strategiczne umiejscowienie pomnika tworzyło z niego potężny symbol brytyjskich rządów na Malcie.
Monument zbudowano w roku 1810, a jego projekt przypisywany jest maltańskiemu architektowi Giorgiowi Pullicino. Fundusze na budowę pomnika zebrane zostały przez lokalną społeczność.
Z powodu ekspozycji pomnika na czynniki atmosferyczne wkrótce po budowie jego stan zaczął się szybko pogarszać. W roku 1883 captain E. H. Seymour utworzył komitet dla odnowienia pomnika. Prace zostały wykonane następnego roku przez architekta Andreę Vassallo pod nadzorem Emanuele Luigiego Galizii. Odnowiony pomnik został odsłonięty 18 grudnia 1884 przez gubernatora sir Lintorna Simmonsa.
Pomnik został ponownie odrestaurowany w roku 2001, jako część ogólnej restauracji i odnowy Lower Barrakka.

## Architektura
Pomnik zaprojektowano w stylu neoklasycystycznego greckiego odrodzenia (Greek Revival). Zbudowany w formie antycznej świątyni greckiej, z masywnym naos (centralne pomieszczenie świątyni) i doryckim portykiem. Projekt był inspirowany przez Hefajstejon w Atenach, lecz jego proporcje są odmienne, ponieważ pomnik jest dużo mniejszy od świątyni. Osadzono go na wysokim stylobacie, aby uczynić budowlę bardziej imponującą. W każdej z czterech ścian naos znajduje się nisza, zawierająca alegoryczną figurę; przedstawione tam są: Wojna, Roztropność, Sprawiedliwość oraz Nieśmiertelność. Figury te wyszły spod dłuta rzeźbiarza Vincenzo Dimecha.
Na fryzie znajduje się inskrypcja:

ALEXANDRO IOAN BALL EQ. BAR.

MELITENSIUM PIETAS

ET SUORUM DESIDERIUM

SIMBOLIS PRIVATIS OB MER: P.P.

Dwie identyczne inskrypcje, jedna po łacinie, druga po angielsku, zostały podczas renowacji w roku 1884 zainstalowane na podstawie pomnika. Łacińska inskrypcja głosi:

MONVMENTVM HOC

COLLATIONE POPVLI

AEDIFICATVM

A.D. MDCCCX

PARIQVE MODO

RESTITVTVM

A.D. MDCCCLXXXIV

(co znaczy: Pomnik ten, powstały z publicznych darowizn A.D. 1810, odrestaurowany takimi samymi środkami A.D. 1884)

## Galeria

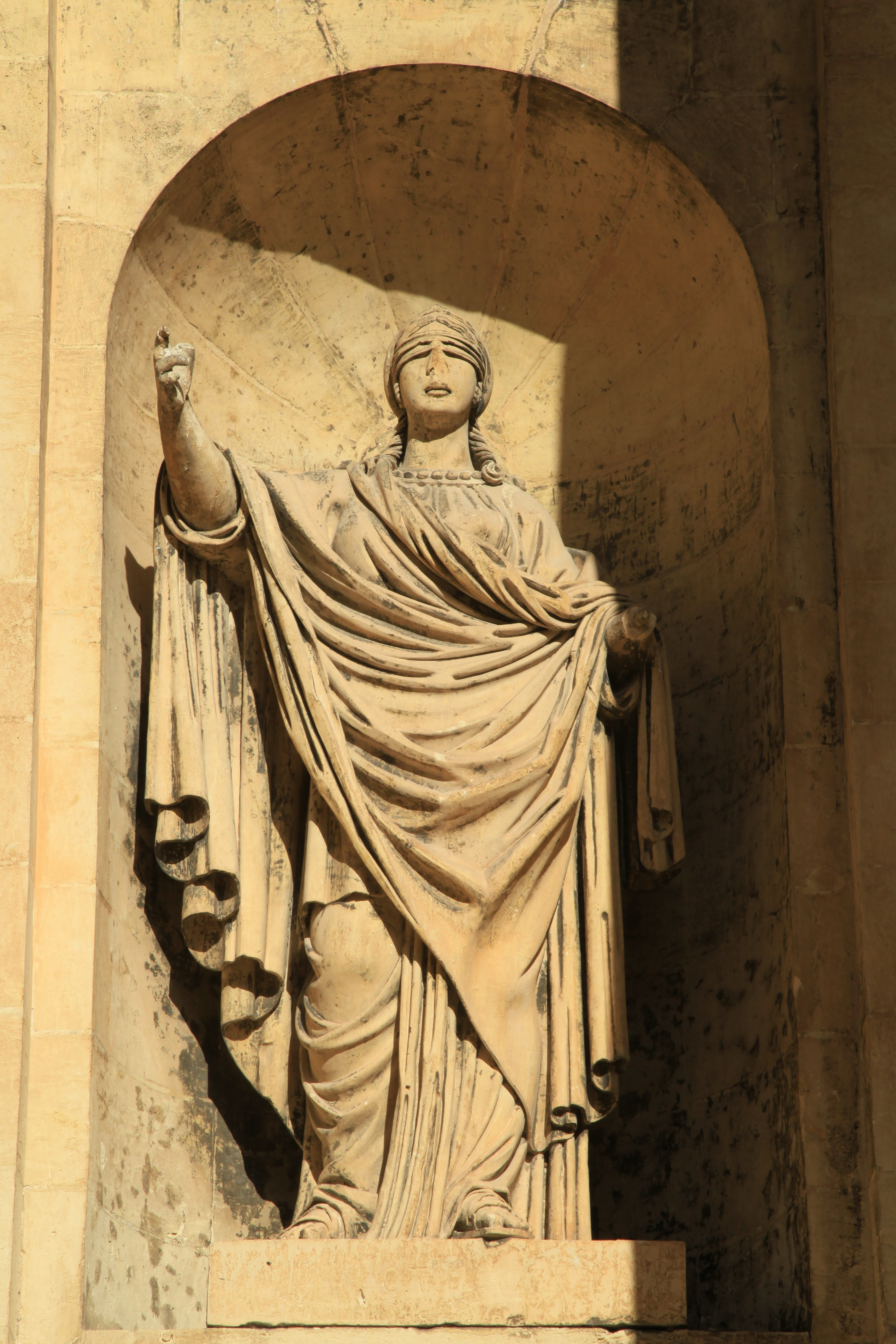
Jedna z figur alegorycznych Vincenzo Dimecha
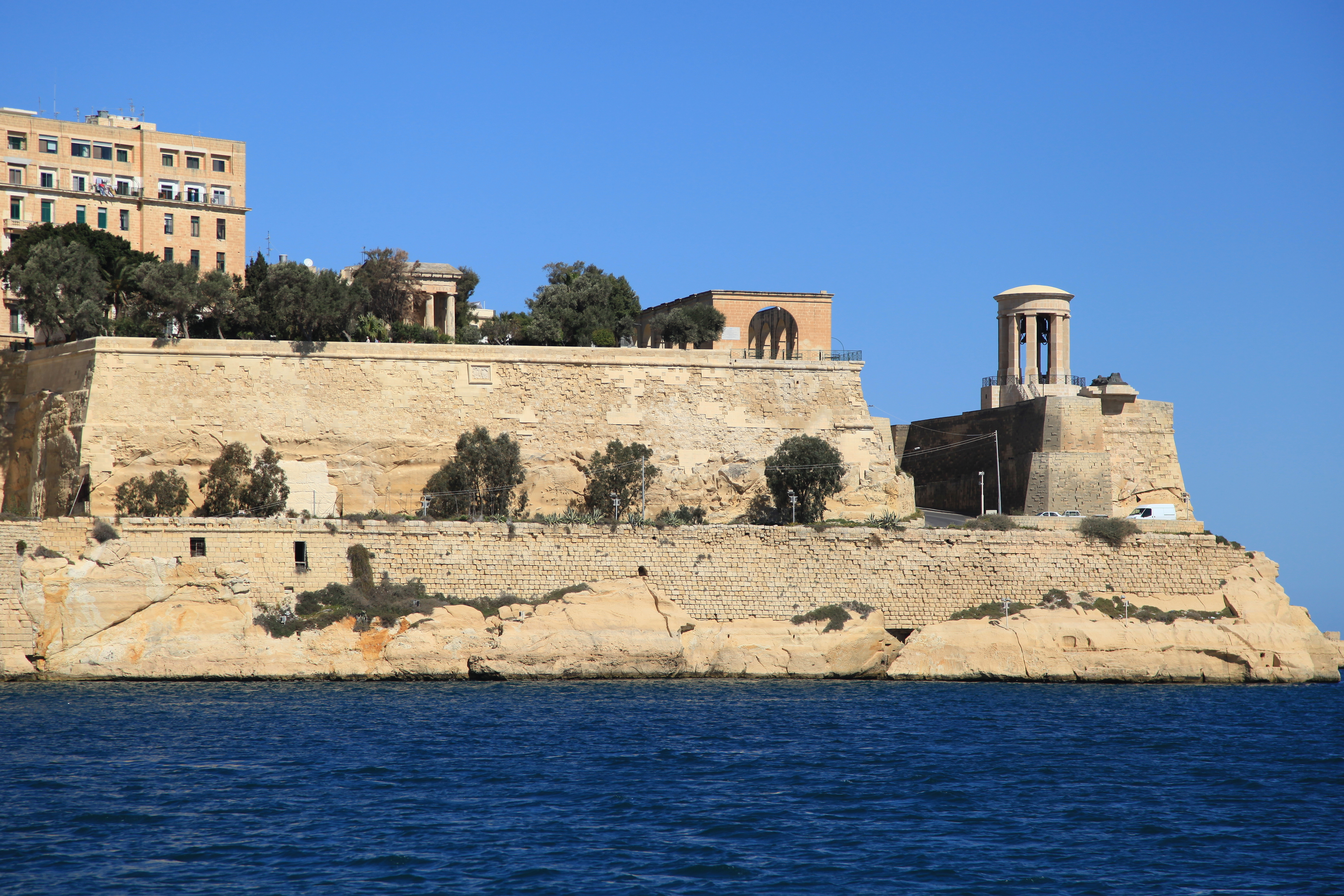
Lower Barrakka Gardens widziane z Grand Harbour, z pomnikiem po lewej stronie (częściowo zasłonięty przez roślinność)
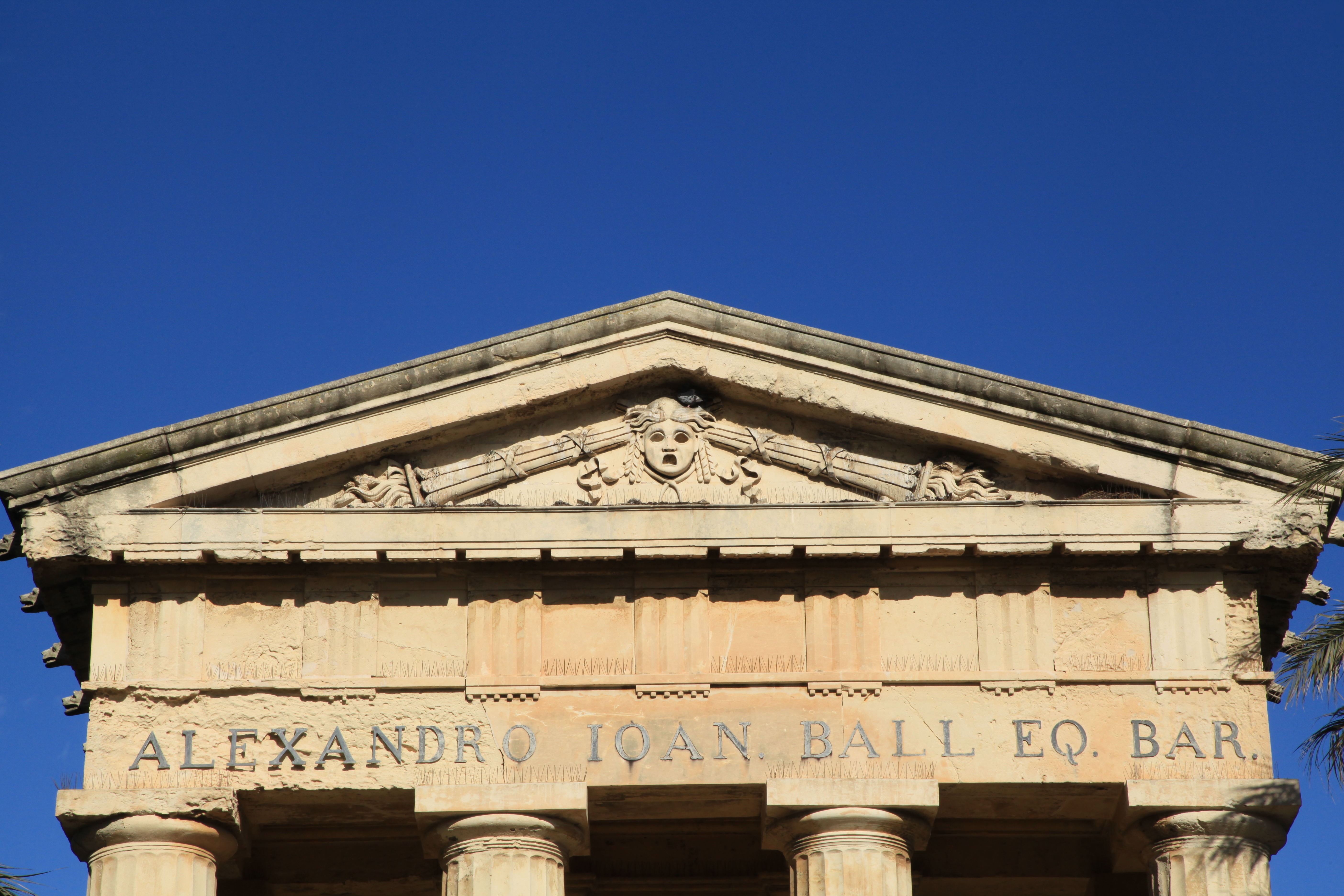
Fronton oraz część inskrypcji
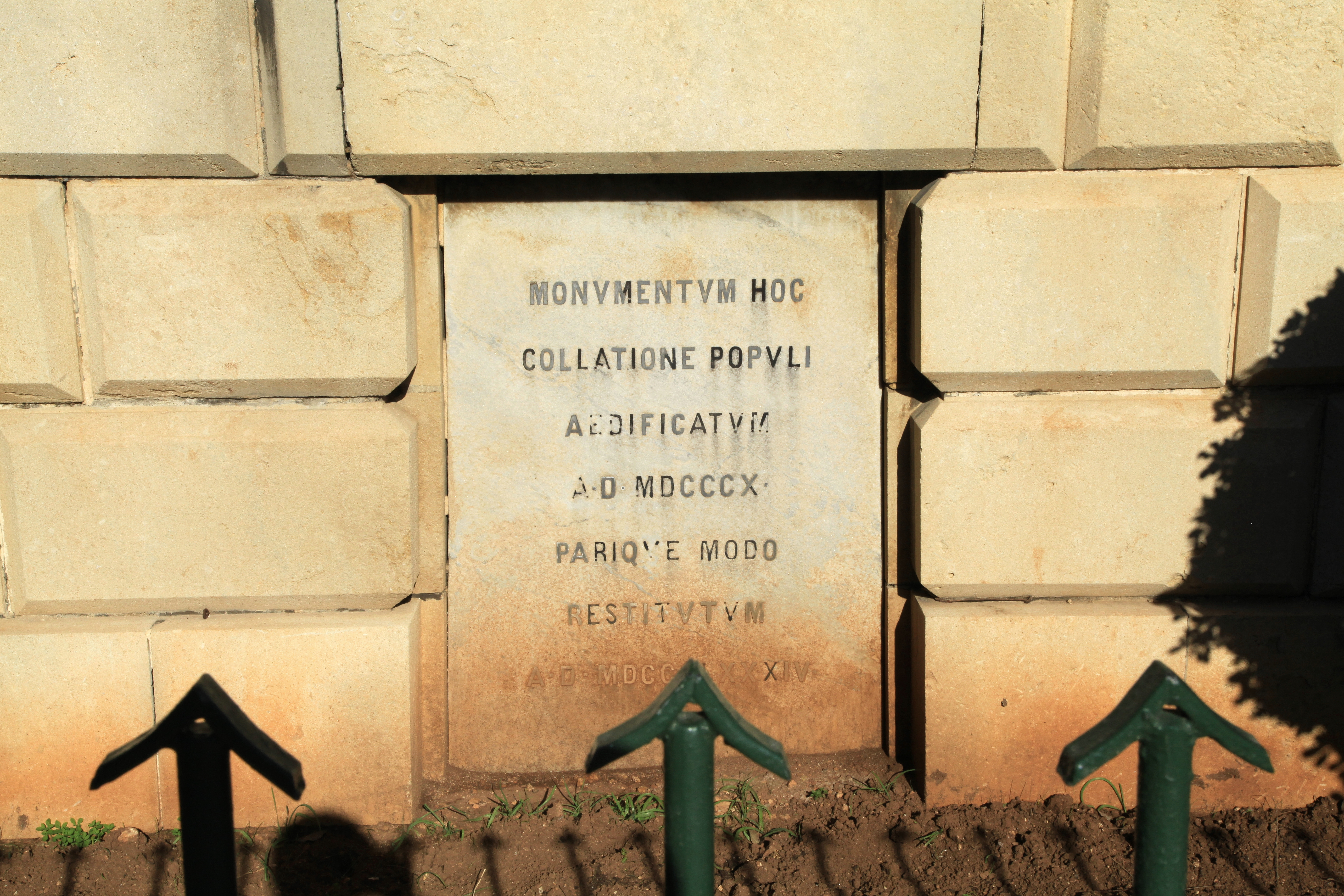
Łacińska inskrypcja z 1884 roku